# Девятково (Пермский край)
Девятково — упразднённая деревня в Сивинском муниципальном округе Пермского края России.

## География
Находилась в западной части края, на правом берегу реки Буб, на расстоянии приблизительно 8 километров (по прямой) к югу от села Сивы, административного центра округа.

## История
В «Списке населенных мест Российской империи» 1869 года населённый пункт упомянут как деревня Девиткова Оханского уезда (2-го стана) Пермской губернии, при речке Бубе, расположенная в 113 верстах от уездного города Оханска. В деревне насчитывалось 8 дворов и проживало 47 человек (19 мужчин и 28 женщин). До отмены крепостного права принадлежала дворянскому роду Всеволожских.
В 1908 году в деревне, относящейся к Бубинскому обществу Бубинской волости Оханского уезда, имелось 16 дворов и проживало 43 человека (22 мужчины и 21 женщина). В конфессиональном составе населения того периода были представлены православные и старообрядцы. В советский период входила в составе Бубинского сельсовета. Включена в состав села Буб.